# Lingolsheim
Lingolsheim település Franciaországban, Bas-Rhin megyében. Lakosainak száma 20 683 fő (2022. január 1.). Lingolsheim Eckbolsheim, Entzheim, Geispolsheim, Holtzheim, Ostwald és Strasbourg községekkel határos.

## Népesség
A település népességének változása:
| Lakosok száma | 17 450 | 18 328 | 18 740 | 18 324 | 18 930 | 19 439 | 19 797 | 20 266 | 20 683 |
|               | 2013   | 2015   | 2016   | 2017   | 2018   | 2019   | 2020   | 2021   | 2022   |